# Nick Drake
Nicholas "Nick" Rodney Drake, född 19 juni 1948 i Rangoon, Burma, död 25 november 1974 i Tanworth-in-Arden, Warwickshire, var en brittisk låtskrivare och sångare. Hans akustiska musik fick under hans livstid liten uppmärksamhet, men har med tiden vunnit stort erkännande.

## Biografi
Som student i Cambridge började Drake framträda på lokala klubbar och kaféer kring London och introducerades till producenten Joe Boyd. Han signerades därefter av Island Records och släppte sitt debutalbum, Five Leaves Left år 1969, vid 21 års ålder.
Albumet Bryter Layter följde 1970 med ett poppigare ljud i mer upptakt, från det lågmälda Five Leaves Left i ett försök att nå en större publik. Bryter Layter, likt Drakes första, nådde inte någon kommersiell framgång. Hans aversion mot att framträda på scen, bli intervjuad eller medverka i radio bidrog till detta. Drake hamnade i en depression efter det uteblivna gensvaret. 
1971 började han arbeta på sitt sista album, Pink Moon, som spelades in under endast två dagar. Albumet släpptes 1972 och hade en enklare stil än de två tidigare, men sålde färre upplagor än tidigare album trots positiva recensioner. Drake drog sig tillbaka mer och slutade med musiken, han flyttade tillbaka till sina föräldrars hem i Tanworth-in-Arden. En tid av svår depression följde, Drake hade ett psykiskt sammanbrott och tillbringade fem veckor på sjukhus.
I februari 1974 kontaktade Drake sin tidigare producent John Wood och sa att han var redo att börja arbeta på ett fjärde album. Samma år började de tillsammans spela in. I november 1974 hittades Drake död efter en överdos av amitriptylin, en typ av tricykliska antidepressiva. Det uppgavs vara självmord, vilket har ifrågasatts, delvis av Drakes föräldrar som uppfattade att sonens tillstånd under denna period höll på att förbättras.

## Diskografi

Nick Drake

### Studioalbum
- 1969 – Five Leaves Left
- 1970 – Bryter Layter
- 1972 – Pink Moon

### EP
- 1993 – "Northern Sky" / "Hazey Jane II" / "Cello Song" / "Time Has Told Me"

### Singlar
- 2000 – "Pink Moon"
- 2004 – "Magic" / "Northern Sky"
- 2004 – "River Man" / "Day Is Done"

### Övrigt
- 1967/1968 – Tanworth-in-Arden (bootleginspelningar från Drakes hem)
- 1968/1969 – Second Grace (bootleginspelningar från Drakes hem och Hampsted)
- 1971 – Nick Drake (samlingsalbum)
- 1979 – Fruit Tree: The Complete Recorded Works  (Five Leaves Left, Bryter Layter och Pink Moon (med 4 bonusspår), 3 LP box)
- 1986 – Time of No Reply (rariteter, tidigare outgivet material)
- 1986 – Fruit Tree: The Complete Recorded Works  (Five Leaves Left, Bryter Layter Pink Moon och Time of No Reply 4CD/LP box)
- 1986 – Heaven in a Wild Flower: An Exploration of Nick Drake
- 1994 – Way to Blue: An Introduction to Nick Drake
- 2004 – Made to Love Magic (samling med tidigare outgivet material och demos 1967 – 1974)
- 2004 – A Treasury
- 2007 – Family Tree (med Gabrielle Drake, Molly Drake, The Family Trio)
- 2007 – Fruit Tree: The Complete Recorded Works  (Five Leaves Left, Bryter Layter Pink Moon och A Skin Too Few DVD 3CD+DVD box)
- 2007 – Sampler (samlingsalbum)

## Källhänvisningar
1. 1 2 3  ”Nick Drake - Singer/Songwriter” (på engelska). h2g2.com. https://h2g2.com/edited_entry/A662924.
2. 1 2  ”Nick Drake Biografi” (på engelska). Island Records. Arkiverad från originalet den 1 februari 2016. https://archive.is/20160201011535/http://www.islandrecords.co.uk/island-artists/nick-drake/.
3. ↑   Nick Drake i Nationalencyklopedins nätupplaga. Läst 30 oktober 2014.
4. ↑  Unterberger, Richie. ”Nick Drake Biography” (på engelska). allmusic.com. All Media Network. http://www.allmusic.com/artist/nick-drake-mn0000336783/biography.
5. ↑  ”Nick First Hand - his Life and Music in Quotes” (på engelska). nickdrake.com. http://www.nickdrake.com/nick_life_in_quotes.html.
6. 1 2  ”About Nick Drake” (på engelska). mtv.com. Viacom International. Arkiverad från originalet den 19 augusti 2013. https://web.archive.org/web/20130819072615/http://www.mtv.com/artists/nick-drake/biography/.
7. ↑  ”Nick Drake kronologi” (på engelska). University of Wollongong. Arkiverad från originalet den 4 mars 2016. https://web.archive.org/web/20160304103644/http://www.uow.edu.au/~morgan/drake2.htm. Läst 1 februari 2016.
8. ↑  ”The Death of Nick Drake” (på engelska). University of Wollongong. 6 februari 2011. Arkiverad från originalet den 3 mars 2016. https://web.archive.org/web/20160303114346/http://www.uow.edu.au/~morgan/drake4.htm. Läst 1 februari 2016.
9. ↑  ”Revealed: the forgotten tapes of Nick Drake, lost genius of British rock” (på engelska). The Independent. 22 februari 2004. http://www.independent.co.uk/arts-entertainment/music/news/revealed-the-forgotten-tapes-of-nick-drake-lost-genius-of-british-rock-70490.html.